# 花脸硬尾鸭
花脸硬尾鸭（学名：Nomonyx dominicus），是雁形目鸭科的一种鸟类。

## 特征
花脸硬尾鸭体重约364.97克，翼长约138.1毫米，嘴峰长约39.6毫米，喙宽度约16.2毫米，喙厚度约11.2毫米，跗蹠长约24.1毫米，尾长约85.8毫米。花脸硬尾鸭是部分迁徙的鸟类，其栖息在开放的湖泊、沼泽等湿地环境中，食性为草食性，主要食物来源是水生植物。

## 分布
墨西哥东北部，安第斯山脉以西至厄瓜多尔西部，安第斯山脉以东至阿根廷和巴西北部；西印度群岛。